# Alessandra Celletti

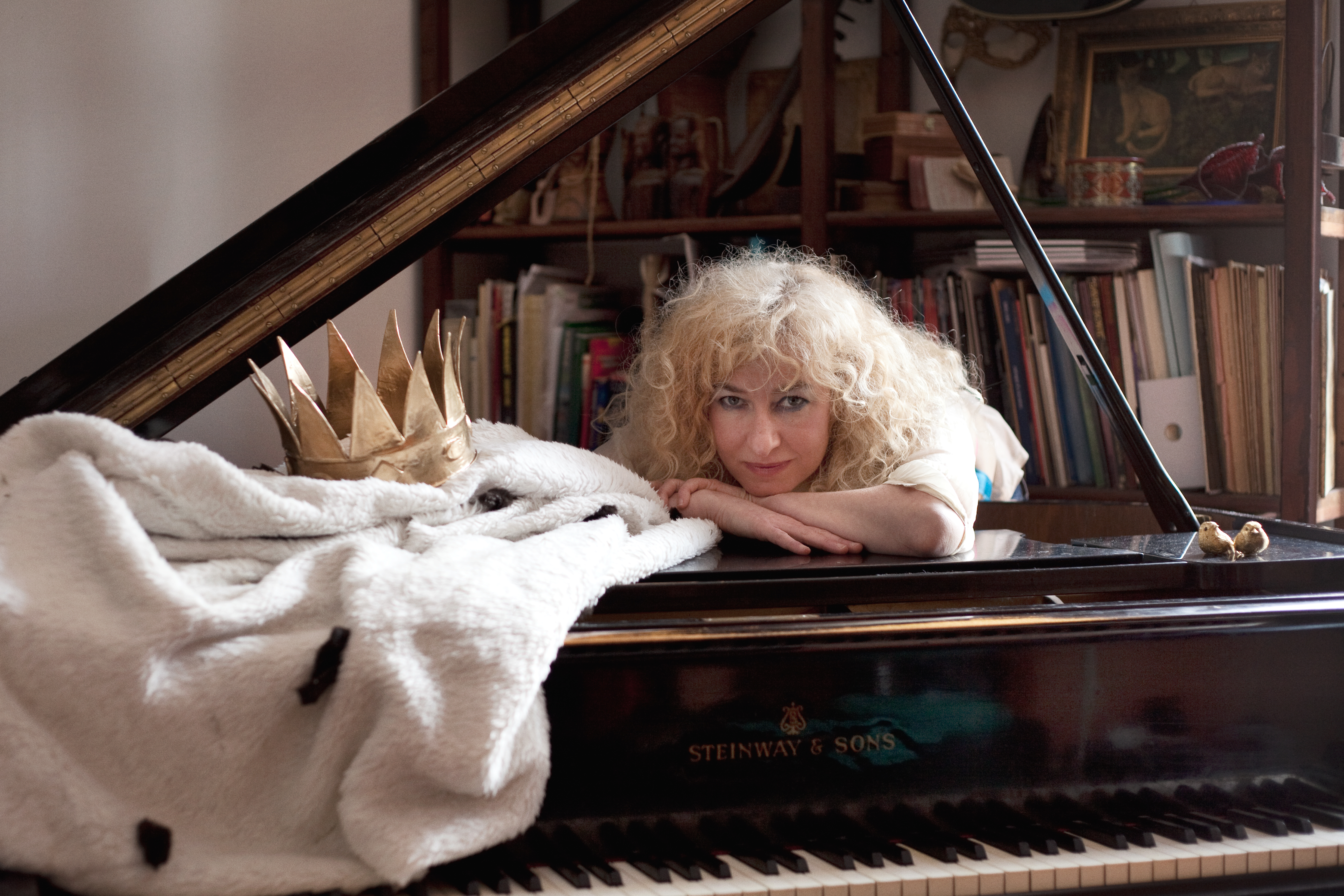
Alessandra Celletti

Alessandra Celletti (Roma, 6 de junio de 1966) es una pianista y compositora italiana. Especialmente célebre por sus interpretaciones de Erik Satie y George I. Gurdjieff.   

## Biografía
Alessandra Celletti se graduó en el Conservatorio de Santa Cecilia en Roma y en el Conservatorio de Praga. Ha realizado conciertos en Italia, Francia, Inglaterra, Alemania, Portugal, Dinamarca, República Checa, Austria, España, Estados Unidos, Mozambique, Túnez, India.
Su autor de referencia es Erik Satie. El repertorio incluye composiciones de Debussy, Maurice Ravel, Baldassarre Galuppi, Leos Janacek, Gurdjieff / de Hartmann, Scott Joplin, John Cage y Pilip Glass.
En 2007 publicó "The Golden Fly" para el sello discográfico Kha Records; en 2008, el álbum "Way Out" para LTM Recordings. En este álbum, Alessandra Celletti también es cantante.
Alessandra Celletti ha colaborado con el compositor británico Mark Tranmer (también conocido como GNAC) con quien ha publicado "The Red Pages". En 2009 colaboró con Hans-Joachim Roedelius con el que actuó en Estados Unidos y grabó el álbum "Sustanza di cose sperata" para el sello discográfico estadounidense Transparency Record.
En 2016 trabajó en el proyecto multimedia "Working on Satie" con el artista figurativo Onze. El espectáculo se representó en el Festival Romaeuropa.

## Discografía
- Les sons et les parfums (Debussy-Ravel-Satie) (Bleriot, 1994)
- Viaggio a Praga (Bleriot, 1996)
- Overground (Bleriot, 1997)
- Hidden Sources (Gurdjieff-de Hartmann) (KHA, 1998)
- Esoterik Satie (Erik Satie) (KHA, 2000)
- Black Baby (Scott Joplin) (KHA, 2002)
- Metamorphosis (Philip Glass) (KHA, 2005)
- Chi mi darà le ali(Bleriot, 2006)
- The Golden Fly (KHA, 2007)
- Way Out (LTM Recordings, 2008)
- Alessandra Celletti Plays Baldassarre Galuppi (Transparency, 2009)
- Celletti and Roedelius Sustanza di cose sperata (Transparency, 2009)
- The Red Pages (Celletti-Tranmer) (Vespertine & Son, 2010)
- Sketches of Sacagawea (Al-Kemi Lab, 2010)
- W.C. George Bataille with Jaan Patterson (Transeuropa, 2011)
- Crazy Girl Blue (Transparency, 2011
- Above the sky (Transparency, 2013)
- Vdb23/Nulla è andato perso (Al-Kemi Records 2013)
- Zodiac (Ed. Nuova Era)
- Working on Satie (Bleriot CD+DVD 2016)